# Non c'è pace senza giustizia
Non c'è pace senza giustizia (No Peace Without Justice - NPWJ) è un'associazione senza fini di lucro legata al Partito Radicale Transnazionale, fondata da Emma Bonino nel 1993, costituita nel 1994 a seguito di una campagna dello stesso per l'istituzione del Tribunale penale internazionale per l'ex-Jugoslavia e della Corte penale internazionale, che lavora per la protezione e la promozione dei diritti umani, della democrazia, dello Stato di diritto e della giustizia internazionale.
Tra i campi di azione di NPWJ vi sono la promozione delle riforme democratiche nella regione del Medio Oriente e Nordafrica, attraverso la creazione di un dialogo costruttivo tra governi, parlamenti e società civile; una campagna per la ratifica e l'effettiva implementazione del protocollo di Maputo sui diritti delle donne in Africa e in particolare sull'eradicazione delle mutilazioni genitali femminili; il rafforzamento di un efficace sistema di giustizia penale internazionale per la prevenzione, la deterrenza e il perseguimento di crimini di guerra, crimini contro l'umanità e genocidio.
La strategia di NPWJ è volta a diffondere consapevolezza e a stimolare il dibattito pubblico, anche attraverso l'organizzazione di eventi quali conferenze o seminari in cooperazione con governi e società civile. Inoltre NPWJ offre, attraverso il lavoro di esperti legali, assistenza tecnica ai governi in occasione di negoziati su documenti relativi ai diritti umani nonché per l'adattamento delle diverse legislazioni nazionali. Infine NPWJ ha una lunga esperienza sul campo di attività di conflict mapping e di documentazione di vaste violazioni del diritto umanitario.
NPWJ gestisce, insieme alla Turkish Economic and Social Studies Foundation (Tesev) e allo Yemeni Human Rights Information and Training Centre (HRITC), l'attuazione del cosiddetto Democracy Assistance Dialogue (DAD) Program, promosso da Italia, Turchia e Yemen nell'ambito del Forum for the Future, pensato per favorire un dialogo costruttivo tra i governi, i parlamenti e la società civile del Medio Oriente allargato e Nord Africa. NPWJ è parte dello direzione della Ngo Coalition for the Icc (Cicc) ed è associazione costituente il Partito Radicale Transnazionale, che dal 1994 è una organizzazione non governativa con status consultivo presso l'Ecosoc delle Nazioni Unite.

## Campagna per l'istituzione della Corte penale internazionale
Nel 1994 Non c'è pace senza giustizia dà vita ad un movimento internazionale volto ad ottenere la definizione di una data certa per l'istituzione della Corte penale internazionale (CPI), attraverso un appello pubblicato nel 1996 sui maggiori quotidiani del mondo e sottoscritto da decine di leader mondiali e da oltre 700 parlamentari. L'appello, consegnato ufficialmente al presidente della 51ª Assemblea generale dell'ONU, contribuisce a far sì che l'Assemblea generale decida di istituire una commissione preparatoria dell'ONU incaricata di stendere una proposta di Statuto e di convocare una conferenza diplomatica istitutiva della CPI.
Mentre centinaia di organizzazioni non governative si riuniscono sotto l'ombrello della International Coalition for the ICC con lo scopo di mantenere forte la pressione verso i paesi membri dell'ONU affinché la Conferenza diplomatica venga convocata in tempi brevi, nel 1997 NPWJ lancia ufficialmente la campagna per l'istituzione della Corte penale internazionale con una conferenza a Parigi. È la prima di cinque conferenze internazionali tenutesi nell'arco di un anno in vista della Conferenza diplomatica che, grazie anche al lavoro diplomatico e all'impegno dell'Italia, verrà convocata a Roma nel giugno del 1998.
Durante la Conferenza diplomatica di Roma, NPWJ dà inizio al Judicial Assistance Program (JAP) col quale, per tutte le cinque settimane di durata dei lavori, vengono offerti pro bono assistenti giuridici qualificati a piccole delegazioni governative, al fine di garantire la loro piena partecipazione a tutte le riunioni. Si tratta di giovani giuristi provenienti da diversi paesi del mondo che gratuitamente si mettono a disposizione delle delegazioni presenti.
A seguito dell'adozione dello statuto il 17 luglio 1998, NPWJ lancia la campagna "Ratificare subito!", tesa al raggiungimento delle 60 ratifiche necessarie per l'entrata in vigore del trattato.
In questo ambito, tra il marzo del 1999 e l'ottobre 2002, vengono organizzati undici incontri internazionali in tutto il mondo, cui partecipano ministri, parlamentari ed esperti giuridici, insieme a una serie di corsi di formazione su vari aspetti del diritto penale internazionale per rappresentanti di governo, insegnanti, giuristi, studenti e altre figure professionali.
Lo statuto della Corte penale internazionale ottiene le 60 ratifiche necessarie a quattro anni dalla sua approvazione ed entra formalmente in vigore il 1º luglio 2002.

## Le missioni sulle gravi violazioni del diritto internazionale

### Le missioni in Kosovo
Nel 1998, a nemmeno un mese dall'adozione dello Statuto della CPI, Non c'è pace senza giustizia invia una squadra di esperti legali nei Balcani per investigare sulle violazioni del diritto umanitario internazionale nella regione.
Il rapporto sulla missione, pubblicato dopo quattro mesi di ricerche ed investigazioni, è stato presentato ai colloqui di Pace di Rambouillet (Francia, febbraio 1999) e alla Commissione dell'ONU per i diritti umani di Ginevra. Sulla base di questo documento, NPWJ è stata scelta come partner esecutivo di un progetto di documentazione su ampia scala iniziato nel 1999 su iniziativa dell'International Crisis Group e finanziato dall'Unione europea.
Il progetto ha contribuito a completare il lavoro di documentazione intrapreso dal Tribunale penale internazionale per la ex Jugoslavia, fornendo ulteriori informazioni organizzate in forma digitale sulle gravi violazioni del diritto internazionale in Kosovo e facilitando così il riscontro probatorio. Si è trattato della più grande operazione non governativa di documentazione e investigazione sul campo. L'International Crisis Group ha pubblicato un libro intitolato Reality Demands che analizza i mesi trascorsi in Kosovo e la procedura investigativa adottata.

### La missione in Sierra Leone
Nell'agosto del 2000, NPWJ avvia il programma di assistenza giuridica (JAP) per la Sierra Leone fornendo esperti legali pro bono non solo alla missione del paese presso le Nazioni Unite ma anche presso l'ufficio del ministro della Giustizia a Freetown. I giuristi inviati nella capitale assistono il governo della Sierra Leone nei negoziati per l'istituzione di una Corte Speciale per i crimini commessi nel decennio della guerra civile (Corte speciale per la Sierra Leone).
Dopo questa prima fase, NPWJ ha esteso la propria presenza nel paese conducendo un progetto triennale di informazione pubblica, di corsi di formazione per giuristi, avvocati, magistrati e organizzazioni locali, culminante nella ideazione del Conflict Mapping (Mappatura del conflitto), un programma simile a quello condotto in Kosovo ma più ampio e sofisticato, volto a ricostruire la catena degli eventi susseguitisi nei dieci anni di conflitto attraverso una scrupolosa selezione di testimoni chiave in tutto il paese.

## La campagna per l'abbandono delle mutilazioni genitali femminili
Il principale obiettivo di NPWJ è quello di giungere all'abbandono della pratica delle mutilazioni genitali femminili attraverso una serie di iniziative volte ad aumentare la consapevolezza e la conoscenza dei cittadini e dei governanti che tale pratica tradizionale costituisce una grave violazione dei diritti umani, fornendo al tempo stesso strategie e soluzioni attraverso le quali si possa raggiungere questo obiettivo come, ad esempio, programmi di informazione pubblica e incontri internazionali sulle norme legislative al riguardo.
La prima fase della campagna inizia ufficialmente il 10 dicembre 2002 a Bruxelles, dove Non c'è pace senza giustizia in collaborazione con AIDOS (Associazione italiana donne per lo sviluppo) e altre sette organizzazioni africane, lanciano il progetto internazionale Stop FGM! presentando alla stampa un appello contro le mutilazioni genitali femminili sottoscritto da centinaia di personalità internazionali, in maggioranza africane. L'obiettivo di questa prima fase è quello di costruire e consolidare la collaborazione già in atto da diversi anni tra le organizzazioni africane e quelle internazionali che lottano per l'eradicazione delle MGF e al tempo stesso spingere l'opinione pubblica africana e araba a guardare con favore all'abbandono della pratica. Il momento centrale di questa fase è rappresentato dalla "Consulta afro-araba di esperti sugli strumenti legali per la prevenzione delle MGF" riunitasi al Cairo dal 21 al 23 giugno 2003, che vede la partecipazione di decine di governi e dei rappresentanti delle tre religioni monoteiste concordare sulla necessità di interrompere questa pratica tradizionale. La consulta si conclude con l'adozione di una dichiarazione solenne che è oggi alla base di tutte le iniziative internazionali per gli strumenti legislativi contro le MGF.
Nel 2004 Non c'è pace senza giustizia avvia la seconda fase della campagna Stop FGM!, strutturata in diverse attività nella regione africana. Questa seconda fase, che ottiene il finanziamento dell'UNICEF e del governo italiano, consiste in una campagna internazionale per la ratifica del protocollo di Maputo (il trattato aggiuntivo alla Carta africana dei diritti umani che riguarda i diritti delle donne) adottato dall'Unione africana nel luglio del 2003. Nel protocollo di Maputo vengono specificate le misure relative all'eliminazione delle discriminazioni contro le donne, riaffermando il diritto alla dignità, alla vita, all'integrità e alla sicurezza della persona, all'eliminazione delle pratiche lesive, alla protezione della donna nei conflitti armati, il diritto all'educazione e alla formazione, il diritto al benessere economico e sociale, alla salute e alla procreazione. In particolare nell'articolo 5 del protocollo si specifica che le pratiche definite tradizionali e gravemente lesive per donne e bambine, in particolare le MGF, dovrebbero essere proibite e condannate.
Per sollecitare e convincere i governi africani a ratificare il protocollo di Maputo, NPWJ organizza, in collaborazione con i suoi partner, una serie di conferenze regionali che coinvolgono i governi dei paesi a tradizione escissoria, le organizzazioni e le associazioni che si occupano di MGF, medici, avvocati, magistrati, giornalisti, insegnanti e amministratori locali.
La seconda fase della campagna viene avviata in occasione della Conferenza di Nairobi, tenutasi nel settembre 2004 in cooperazione con il Governo del Kenya, e raggiunge il suo obiettivo principale nel novembre del 2005 con l'entrata in vigore del Protocollo di Maputo a seguito del deposito degli strumenti di ratifica da parte di 15 paesi africani.
La terza fase della campagna per il biennio 2007-2009 si concentra nell'Africa subsahariana (Etiopia, Eritrea, Sudan). Il programma, elaborato dall'UNICEF in collaborazione con AIDOS, NPWJ e TOSTAN, finanziato dalla Cooperazione Italiana, rilancia la campagna Stop FGM! allargando il numero dei paesi africani coinvolti e puntando alla costruzione di un ambiente culturale, sociale e legale che favorisca l'abbandono della pratica. La strategia prevista è volta a contribuire all'approvazione di leggi sulle MGF, affinché i paesi rispettino le indicazioni della Dichiarazione del Cairo nonché alla ratifica ed adeguamento legislativo del protocollo di Maputo.

## Strategie per promuovere la democrazia nel Medio Oriente

### La Conferenza di Sana'a
Dal 10 al 12 gennaio 2004, Non c'è pace senza giustizia e il Governo dello Yemen in partnership con l'Unione europea e i governi di Canada, Francia, Germania, Italia, Irlanda, Paesi Bassi, Gran Bretagna, Svizzera e il Programma delle Nazioni Unite per lo Sviluppo (UNDP) organizza a Sana'a la "Conferenza intergovernativa regionale su democrazia, diritti umani e ruolo della Corte penale internazionale".
La conferenza raccoglie rappresentanti dei governi arabi e della società civile (ONG, giornalisti, attivisti dei diritti umani) a discutere di temi al centro del dibattito fra europei, americani e paesi del Medio Oriente sulla democratizzazione della regione araba e il rispetto dei diritti umani e si conclude con l'adozione all'unanimità della "Dichiarazione di Sana'a", documento che pone le basi per una discussione sulla politica internazionale nel Medio Oriente incentrata su questi obiettivi:
1. il potere delle donne e la loro partecipazione alla vita pubblica;
2. uguaglianza di fronte alla legge;
3. libertà dei media;
4. libertà di associazione e di espressione;
5. affermazione di rappresentanze politiche elette;
6. rafforzamento delle istituzioni giudiziarie internazionali.

Nel documento programmatico del Vertice dei G8 (USA, UK, Francia, Germania, Canada, Italia, Giappone, Russia, Unione europea), tenutosi a Sea Island dall'8 al 10 giugno 2004, la Dichiarazione di Sana'a viene richiamata come modello e come base su cui lavorare per l'avvio del processo di democratizzazione della regione, insieme alla dichiarazione di Alessandria (una riunione delle ONG arabe), alla dichiarazione di Tunisi della riunione della Lega araba, e alla dichiarazione dell'Arab Business Council (riunitosi ad Aqaba, in Giordania).
Il documento di Sea Island riassume i propri presupposti in tre fondamentali e preesistenti programmi di cooperazione internazionale:
- il Processo di Barcellona dell'Unione europea
- la Middle East Partnership Initiative (MEPI) degli Stati Uniti
- il Japan-Arab Dialogue Initiative del Giappone

Fase centrale di questo piano d'azione sarà il Forum for the Future (Forum per il futuro), una riunione a livello ministeriale e governativo che vedrà la partecipazione dei paesi G8 e dei rappresentanti dei paesi del Medio Oriente e Nord Africa.

### Il dialogo per l'assistenza alla democrazia
Al summit del G8 di Sea Island del giugno 2004, i governi partecipanti hanno creato il Forum for the Future, definendo un piano strutturato per rispondere ai bisogni della regione identificati dai governi regionali, dalla società civile e dal mondo economico. Come parte di questa struttura, il Dialogo per l'assistenza alla democrazia (DAD) ha la funzione di riunire tutti gli attori coinvolti, sia governativi che non, della regione e dei paesi del G8, per condividere le esperienze e discutere sulle idee per consolidare il processo di riforma democratica nonché la promozione e la tutela dei diritti umani.
In questo processo, Italia, Turchia e Yemen si sono impegnati a sostenere un programma integrato di azioni e progetti che, trovando le proprie radici nelle aspirazioni democratiche dei riformatori all'interno dei paesi della regione BMENA (Broader Middle East and North Africa: Afghanistan, Algeria, Bahrein, Egitto, Iran, Iraq, Giordania, Kuwait, Libano, Libia, Marocco, Oman, Pakistan, Territori Palestinesi, Qatar, Arabia Saudita, Siria, Tunisia, Emirati Arabi Uniti, Yemen), contribuisce a sostenere la promozione della democrazia e dei diritti umani. Priorità specifiche sono la costruzione ed il consolidamento delle reti di ONG, la promozione della cooperazione e del dialogo tra i governi e la società civile ed il rafforzamento della società civile attraverso uno scambio di informazioni su questioni relative alla democrazia e ai diritti umani, tra cui:
- i diritti delle donne
- la libertà di espressione e l'indipendenza dei media
- pluralismo politico e processi elettorali
- il pluralismo culturale e religioso.

Come co-organizzatore della conferenza di Sana'a, Non c'è pace senza giustizia è integrata nel programma DAD con il compito di proseguire il lavoro di monitoraggio e di supporto affinché l'impegno raggiunto con il processo di Sana'a si consolidi e che siano intraprese azioni specifiche per la promozione e la protezione dei diritti umani, la democrazia e lo stato di diritto.
Le attività svolte o accompagnate da NPWJ in questo quadro sono volte a creare occasioni di dialogo tra governi e attori non governativi sulle questioni politiche più rilevanti, nel rispetto del principio di "consultazione" e di riconoscimento della reciproca legittimità di interlocutore quale premessa di un processo di "democracy building".
In questo ambito, NPWJ organizza al lido di Venezia, dal 21 al 23 luglio 2005, un "Seminario della società civile sul pluralismo politico e i processi elettorali" che riunisce più di 100 personalità provenienti da paesi della regione BMENA nonché da Stati Uniti ed Europa. Il seminario ha lo scopo di preparare la piattaforma della società civile da presentare poi nel corso del "Colloquio internazionale su pluralismo politico e processi elettorali", organizzato ancora da Non c'è pace senza giustizia in collaborazione con i governi dell'Italia e del Marocco, tenutosi a Rabat dal 1 al 3 ottobre 2005.
La dichiarazione di Rabat, approvata da oltre quattrocento partecipanti, costituiti in delegazioni governative e non-governative provenienti da 32 paesi della regione, dai paesi membri del gruppo G8 nonché da delegazioni governative non-regionali e dalle organizzazioni internazionali, riconosce il pluralismo politico come valore universale che anche i paesi del Medio Oriente e Nord Africa devono salvaguardare e rafforzare, creando un quadro di legalità all'interno del quale i partiti e le organizzazioni non-governative possano svolgere liberamente la propria attività. I partecipanti sottolineano nel documento l'importanza dell'accesso ai mezzi d'informazione come strumento di un'attività politica basata sul confronto fra i diversi attori e il rispetto, nel contesto del processo politico specifico di ciascun paese, dei principi generali relativi alla tenuta di libere elezioni fissati dall'OSCE. Come documento intergovernativo adottato ufficialmente dai governi della regione BMENA che hanno preso parte alla conferenza, la dichiarazione di Rabat costituisce un punto di riferimento per gli attori nazionali ed internazionali che intendano vigilare sulla conformità ed i progressi fatti in ogni singolo paese e rappresenta un punto di partenza importante non soltanto per altre riunioni tenutesi nella regione, ma anche per la Partnership per il futuro nel suo insieme.
Nel quadro dell'implementazione del processo di consultazione sulla partecipazione delle donne nella vita pubblica, la ONG partner turca TESEV (Turkish Economic and Social Studies Foundation), ha organizzato due seminari a Istanbul il 20 e 21 giugno 2005 e il 6 e 7 febbraio 2006, nonché una conferenza intergovernativa ad Ankara il 22 e 23 maggio 2006.
La seconda riunione del Forum for the Future, che vede la partecipazione di 38 paesi della regione, del gruppo del G8 e di altri paesi europei, si tiene a Manama (Bahrein) l'11 e il 12 novembre 2005.
Per la prima volta partecipano anche alcuni attori non governativi riuniti in sette organizzazioni capofila, tra cui Non c'è pace senza giustizia insieme agli altri partner del DAD (lo Human Rights Information and Training Centre (HRITC) dello Yemen, e TESEV della Turchia). I partner del programma DAD presentano un rapporto congiunto sulle varie attività compiute nel primo anno. Nel corso di una conferenza stampa ufficiale dei convocatori alla quale partecipano anche i partner del DAD, viene dato l'annuncio del lancio della Fondazione per il futuro, gestita da un "board" con a capo una personalità indipendente della regione del BMENA, che ha lo scopo di finanziare le attività di quegli attori non governativi della regione che operano per la democratizzazione del Medio Oriente. Le raccomandazioni emerse nelle conferenze nell'ambito del DAD svolte a Venezia e a Rabat vengono richiamate dal Segretario di Stato americano, Condoleezza Rice, come uno dei fattori prevalenti che hanno condotto al lancio di tale Fondazione.

## Vicende giudiziarie
Nel dicembre del 2022 Niccolò Figà-Talamanca, segretario generale di NPSG, è stato arrestato - assieme a Antonio Panzeri, Eva Kailī e al compagno di quest'ultima Francesco Giorgi - su richiesta della magistratura belga, nell'ambito delle indagini su un giro di corruzione per favorire gli interessi di Qatar e Marocco al Parlamento Europeo, caso diventato noto come Qatargate. Nel febbraio del 2023, ancora in relazione alla stessa inchiesta, sia la sede romana dell'associazione sia l'abitazione della sua tesoriera Antonella Casu, in passato segretaria dei Radicali Italiani, sono state perquisite dalla Guardia di Finanza italiana su richiesta delle autorità belghe.